# Metadona
La metadona, que se vende bajo la marca comercial dolofina, entre otras, es un medicamento sintético utilizado para tratar los animales y sirve como terapia de mantenimiento, además de como fármaco para ayudar en la desintoxicación de personas dependientes de otros opioides u opiáceos. La duración de una terapia de desintoxicación con metadona puede extenderse desde algo menos de un mes hasta unos seis meses. Una sola dosis tiene un efecto rápido y sus efectos más potentes pueden mantenerse hasta un máximo de cinco días de consumo consecutivos. Los efectos duran alrededor de seis horas con una sola dosis, pero en personas con un consumo crónico y función hepática normal se pueden prolongar hasta un día y medio. La metadona se toma por vía oral, aunque rara vez también por inyección en músculo o en vena.
En la actualidad se comercializa mundialmente en forma de comprimidos o en forma líquida. Los efectos secundarios son similares a las de otros opioides. Comúnmente estos incluyen mareos, somnolencia, vómitos y sudoración. Los riesgos graves incluyen el convertirse en una droga de abuso o provocar una disminución de la capacidad de respirar. Puede producir arritmia cardíaca si su consumo es prolongado. El número de muertes en los Estados Unidos por envenenamiento de metadona fue de 4418 en el año 2011, un 26% del total de muertes por intoxicación de opioides. Los riesgos aumentan conforme se va aumentando la dosis. La metadona se obtiene a partir de síntesis química y actúa sobre los receptores opioides.
La metadona fue desarrollada por Gustav Ehrhart y Max Bockmühl en Alemania, entre 1937 y 1939. El nombre «dolofina» fue creado después de la Segunda Guerra Mundial por la sección estadounidense de la farmacéutica Eli Lilly, y el término en jerga «adolfina» (nunca fue el nombre real de un medicamento) apareció en los Estados Unidos a principios de la década de 1970. Dolfina proviene del término alemán Dolphium. El nombre deriva del término dolor, -oris (dolor en latín) y fīnis, (fin en latín) con el significado de «fin del dolor»). De manera insistente, pero falsa, una leyenda urbana afirma que el término «adolfina» se acuñó por sus creadores en homenaje a Adolf Hitler. La metadona aparece en el listado de medicamentos esenciales que elabora la Organización Mundial de la Salud, un documento donde se enumeran los medicamentos imprescindibles que todo buen sistema de salud debería tener. A nivel mundial, en el año 2013, se fabricaron alrededor de 41.400 kilogramos y su regulación es similar a la de otros estupefacientes; además, es relativamente barata.

## Efectos
La metadona produce contracción de pupilas, depresión respiratoria, bradicardia, relajación muscular, liberación de la hormona antidiurética, estreñimiento, aumento de la temperatura corporal y de la concentración de glucosa en la sangre. También se han confirmado modificaciones similares a las generadas durante el sueño en pruebas de encefalograma.
Utilizada durante largos periodos puede provocar aumento de peso y entumecimiento. Sus efectos persisten después del uso repetido; de hecho la contracción de las pupilas y la depresión respiratoria se aprecian por más de 24 horas después de una dosis única. No se han detectado alteraciones genéticas debidas al uso de metadona, pero al igual que en el caso de la heroína y la morfina, los hijos de mujeres que la consumen frecuentemente durante el embarazo suelen nacer con bajo peso y presentan manifestaciones abstinenciales.
Tiene la característica distintiva de que, dada su acción más prolongada, puede ser utilizada en el tratamiento del síndrome de abstinencia por opioides.

## Usos terapéuticos
Este psicofármaco empezó a utilizarse como sedante y como remedio contra la tos, sin mucho éxito. Actualmente se emplea en los programas de desintoxicación y mantenimiento de los farmacodependientes de opiáceos, tales como la heroína, y también como analgésico opioide para dolor difícil.
Para el tratamiento de desintoxicación de farmacodependientes a la heroína u otros opioides, se suministra normalmente metadona líquida en programas de mantenimiento de metadona (PMM), en una dosis diaria que varía individualmente de paciente a paciente según su caso.
En pastillas son de 40mg o 30mg de uso hospitalario. En España se comercializa bajo el nombre de Metasedin en dosis de 5mg como estupefaciente.

## Interacciones
Puede interactuar con: Acetazolamida, Atracurio, Baclofeno, Buprenorfina, Cinitaprida, Cisatracurio, Desflurano, Duloxetina, Etomidato, Isoflurano, Ivabradina, Ketamina, Levosulpirida, Linezolid, Mepiramina, Metoclopramida, Mivacurio, Procainamida, Propofol, Quinupristina, Rocuronio, Tramadol , Trifluoperazina, Vecuronio, Zaleplon, Amiodarona, Astemizol, Desipramina, Droperidol, Esparfloxacino, Gatifloxacino y Rifabutina.